# CAE

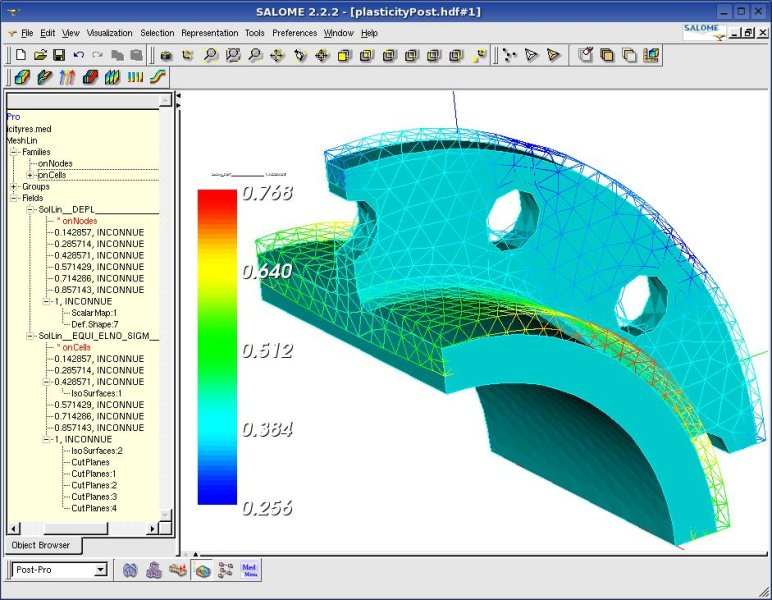

CAE (англ. Computer-aided engineering) — загальна назва програм або програмних пакетів, призначених для інженерних розрахунків, аналізу і симуляції фізичних процесів. Розрахункова частина пакетів найчастіше базується на чисельних методах рішення диференційних рівнянь (див: метод скінченних елементів, метод скінченних об'ємів, метод скінченних різниць та ін.).
Сучасні системи автоматизації інженерних розрахунків (CAE) застосовуються спільно з CAD-системами (часто інтегруються в них, в цьому випадку виходять гібридні CAD/CAE-системи).
CAE-системи — це різноманітні програмні продукти, що дозволяють за допомогою розрахункових методів (метод скінченних елементів, метод скінченних різниць, метод скінченних об'ємів) оцінити, як поведеться комп'ютерна модель виробу в реальних умовах експлуатації. Допомагають переконатися в працездатності виробу, без значних затрат часу і засобів.